# Кирикелла, Кристина
Кристина Кирикелла (итал. Cristina Chirichella; род. 10 февраля 1994, Неаполь, Италия) — итальянская волейболистка, центральная блокирующая. Чемпионка Европы 2021.

## Биография
Кристина Кирикелла родилась в Неаполе. Родители — Габриэле и Соня Кирикелла. С детства занималась танцами, но вынуждена была их оставить в связи с тем, что начала быстро расти (к 11 годам выросла до нынешних 195 см). После этого занялась волейболом в местной команде GCA, а в 15-летнем возрасте получила приглашение в команду «Клуб Италия», являвшуюся базовой для юниорской сборной страны.
В 2012 году дебютировала в серии А1 чемпионата Италии в составе команды «Робурспорт» из Пезаро. В следующем году перешла в «Орнавассо», а с 2014 на протяжении 10 сезонов выступала за «Игор Горгондзолу» из Новары, с которой выигрывала чемпионат, Кубок и Суперкубок Италии, а в 2019 — Лигу чемпионов ЕКВ. С 2024 — игрок ВК «Имоко Воллей», в составе которого стала победителем чемпионата, Кубка и Суперкубка страны и Лиги чемпионов ЕКВ. 
В 2011—2013 Кирикелла выступала за юниорскую и молодёжную сборные Италии, а в 2013 дебютировала в национальной сборной страны. В составе национальной команды дважды участвовала в Олимпийских играх, становилась призёром чемпионата мира 2018 и Европы 2019, а в 2021 выиграла «золото» континентального первенства. В 2017—2019 являлась капитаном сборной Италии.

### Клубная карьера
- 2010—2012 —  «Клуб Италия» (Рим);
- 2012—2013 —  «Робурспорт» (Пезаро);
- 2013—2014 —  «Орнавассо»;
- 2014—2024 —  «Игор Горгондзола» (Новара);
- с 2024 —  «Имоко Воллей» (Конельяно).

## Достижения

### Со сборными Италии
- серебряный (2018) и бронзовый (2022) призёр чемпионатов мира.
- серебряный призёр Мирового Гран-при 2017.
- чемпионка Лиги наций 2022.
- чемпионка Европы 2021;
  - бронзовый призёр чемпионата Европы 2019.
- бронзовый призёр молодёжного чемпионата Европы 2012.
- серебряный призёр чемпионата Европы среди девушек 2011.
- победитель Европейского юношеского Олимпийского фестиваля 2011.

### С клубами
- двукратная чемпионка Италии — 2017, 2025;
  - 4-кратный серебряный (2015, 2018, 2019, 2021) и бронзовый (2022) призёр чемпионатов Италии.
- 4-кратный победитель розыгрышей Кубка Италии — 2015, 2018, 2019, 2025;
  - двукратный серебряный призёр Кубка Италии — 2021, 2022.
- двукратный обладатель Суперкубка Италии — 2017, 2024.

- двукратный победитель Лиги чемпионов ЕКВ — 2019, 2025.
- победитель розыгрыша Кубка вызова ЕКВ 2024.
- чемпионка мира среди клубных команд 2024